# Stefan Banach

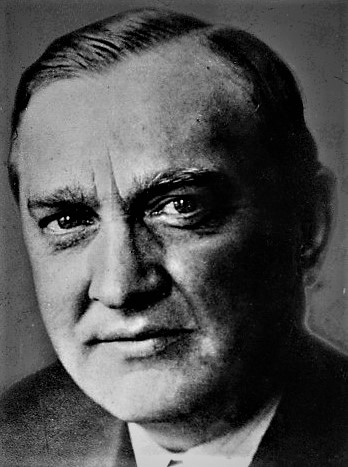
Stefan Banach

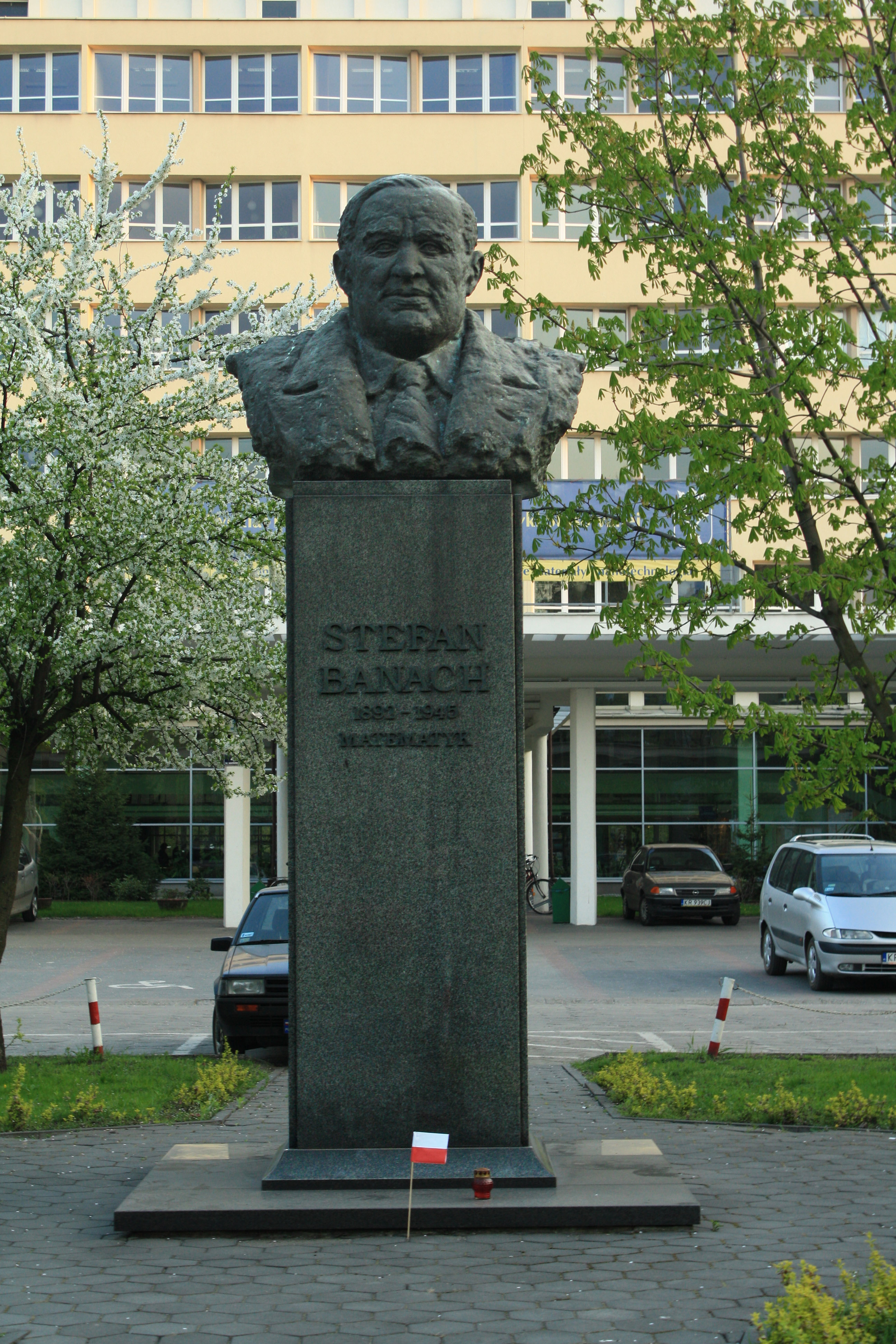
Das Stefan-Banach-Denkmal in Krakau

Stefan Banach (ˈstɛfan ˈbanaxⓘ; * 30. März 1892 in Krakau, Österreich-Ungarn; † 31. August 1945 in Lemberg) war ein polnischer Mathematiker. Er gilt als Begründer der modernen Funktionalanalysis und als einer der Hauptvertreter der Lemberger Mathematikerschule.

## Leben
Banachs Vater war der Steuer- oder Bahnangestellte Stefan Greczek; laut Taufbuch war seine Mutter Katarzyna Banach, die mit Greczek nicht verheiratet war. Stefan Banach wuchs zunächst bei seiner Großmutter auf, die aber erkrankte. Anschließend lebte er in einer Pflegefamilie in Krakau, und zwar bei Franciszka Płowa und ihrer Tochter Maria Puchalska. Mit seinem Vater unterhielt er Briefkontakt. Seine Mutter lernte er nie kennen; über sie ist kaum etwas bekannt, da sein Vater Stefan Greczek Auskunft über sie verweigerte. Noch als Kind lernte er durch einen Bekannten aus der Pflegefamilie fließend Französisch, außerdem lernte er als Autodidakt Latein. Von 1902 bis 1910 besuchte er das Vierte Gymnasium in Krakau (Henryk-Sienkiewicz-Gymnasium). Er galt schon zu Schulzeiten als mathematisch hochbegabt, zeigte aber keinerlei Interesse an humanistischen Fächern, sodass er nicht zu den besten Schülern seiner Schule gehörte und nur dank des Eingreifens seines Mathematiklehrers zur Matura zugelassen wurde. Auf der Schule war er mit dem mathematisch ebenfalls hochbegabten Mitschüler Witold Wilkosz befreundet. Beide beschlossen, trotz ihrer Interessen etwas anderes als Mathematik zu studieren, weil sie das Gefühl hatten, dass es in der Mathematik nichts Neues zu entdecken gäbe. Banach wählte Bauingenieurwesen. Da sein Vater der Meinung war, er würde sein Studium nicht ernst genug nehmen, entzog er ihm die finanzielle Unterstützung. Banach arbeitete dann zunächst in einer Buchhandlung. Zwischen 1911 und 1913 war er Student der Mechanik am Polytechnikum in Lemberg und legte dort sein Vordiplom ab, das Studium hat er aber nie beendet. Zwischendurch kehrte er häufiger nach Krakau zurück.
Nach Ausbruch des Ersten Weltkriegs arbeitete er als Aufseher beim Straßenbau. Für den Wehrdienst war er aufgrund seiner Kurzsichtigkeit untauglich. Nach seiner Rückkehr nach Krakau verdiente er seinen Lebensunterhalt mit Nachhilfestunden und als Hilfslehrer. Er studierte weiterhin Mathematik als Autodidakt und an der Universität, wo er wahrscheinlich bei Stanisław Zaremba Vorlesungen hörte. Im Jahre 1916 wurde der Mathematiker Hugo Steinhaus zufällig auf ihn aufmerksam, als er in einem Park ein Gespräch von Banach mit seinem Freund Otto Nikodym über das Lebesgue-Maß hörte. Daraufhin trafen sie sich häufiger, und ihre Bekanntschaft mündete in einer gemeinsamen Publikation (aufgrund des Krieges erst 1918 im Bulletin der Krakauer Akademie veröffentlicht) und einer langjährigen Zusammenarbeit. Nach seiner ersten Publikation reichte Banach stetig weitere mathematische Arbeiten ein. Durch Steinhaus’ Bemühungen erhielt Banach von 1920 bis 1922 eine Assistenzstelle bei Antoni Łomnicki am Lehrstuhl für Mathematik in der Abteilung für Mechanik des Polytechnikums Lemberg. 1922 legte er an der Jan-Kazimierz-Universität in Lemberg seine Doktorprüfung ab, ohne zuvor Abschlüsse in Mathematik erlangt zu haben. Aufgrund seiner Begabung wurde bei ihm eine Ausnahme gemacht. Der Titel seiner Doktorarbeit war Sur les opérations dans les ensembles abstraits et leur application aux équations intégrales („Über Operationen in abstrakten Mengen und ihre Anwendung auf Integralgleichungen“; Fundamenta Mathematicae 3, 1922). Mit den fundamentalen Sätzen, die diese Arbeit enthält, schuf er ein neues Gebiet der Mathematik: die Funktionalanalysis.
1920 heiratete er Łucja Braus. Sein Sohn Stefan (1922–1999) wurde ein bekannter Neurochirurg.

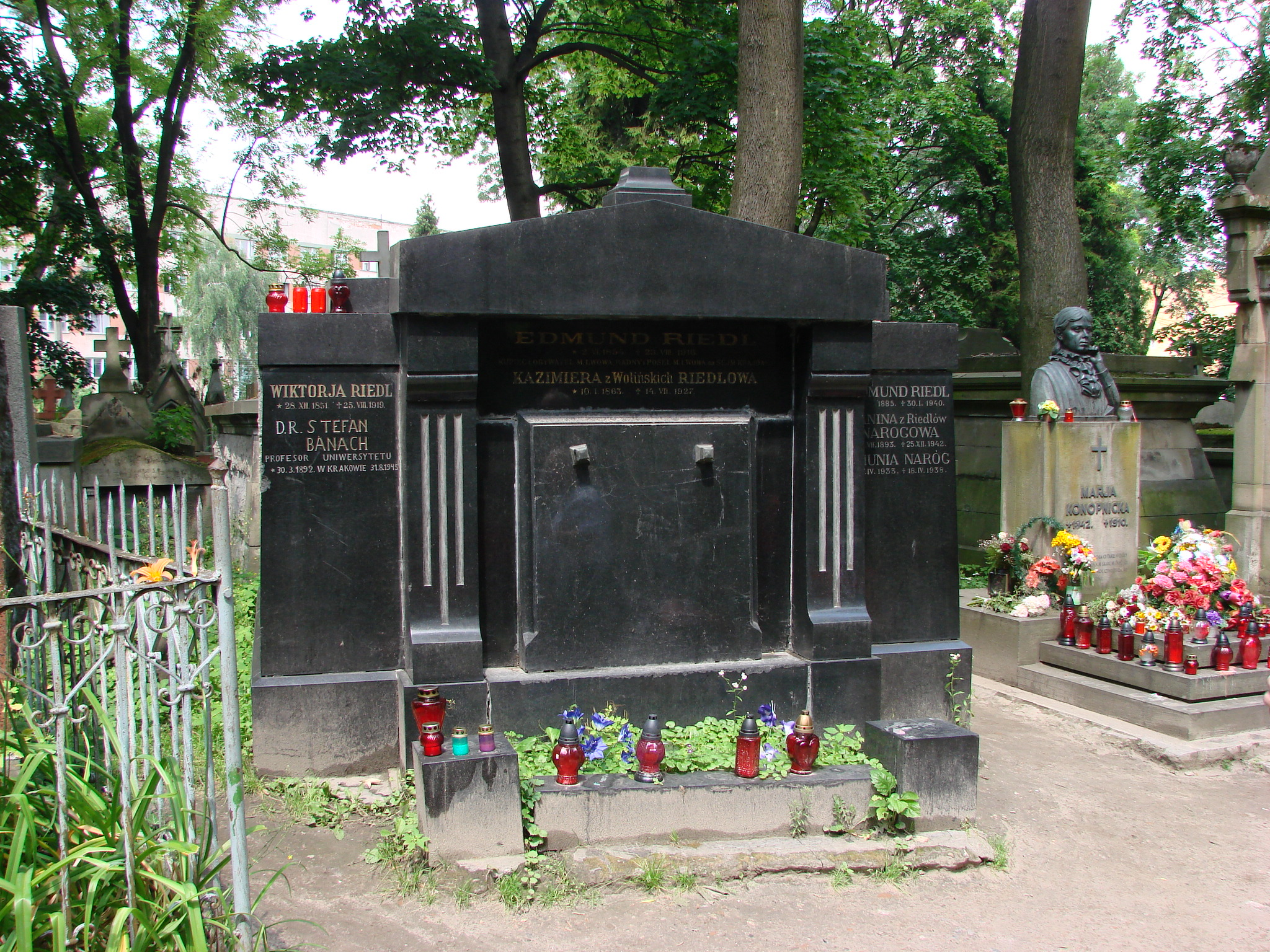
Das Grab Stefan Banachs auf dem Lytschakiwski-Friedhof in Lemberg (heute: Lwiw in der Ukraine)

Banach habilitierte sich im Jahre 1922 an der Universität Lemberg (Beschluss des Abteilungsrates vom 30. Juni) mit einer Arbeit über Maßtheorie und wurde dort am 22. Juli desselben Jahres außerordentlicher Professor und 1927 ordentlicher Professor (zweiter Lehrstuhl für Mathematik). 1924/25 war er zu einem Forschungsaufenthalt in Paris.
In Lemberg galt er als Exzentriker: Statt in seinem Büro an der Universität zu arbeiten, saß er meist im „Schottischen Café“, wo er seine Notizbücher mit Ideen zur Funktionalanalysis füllte; daher tragen seine Notizen aus dieser Zeit auch den Namen Schottische Notizbücher. In den 1930er Jahren versuchte John von Neumann insgesamt drei Mal, Banach davon zu überzeugen, seine wissenschaftliche Karriere in den USA fortzuführen. Banach lehnte dies jedoch stets ab, da er sich mit Lemberg und Polen verbunden fühlte und seine Familie nicht verlassen wollte. In Lemberg waren außer Steinhaus auch Stanislaw Ulam und Kazimierz Kuratowski, der dort 1927 bis 1934 lehrte und mit dem Banach viel zusammenarbeitete.
Nach dem Einmarsch der Roten Armee im Jahr 1939 wurde Banach korrespondierendes Mitglied der Akademie der Wissenschaften der Ukrainischen Sowjetrepublik und blieb bis 1941 als Inhaber des ersten Lehrstuhls für Mathematische Analysis und Dekan der Mathematisch-Physikalischen Fakultät an der Lemberger Universität. Die bekannten sowjetischen Mathematiker Sergei Lwowitsch Sobolew und Pawel Sergejewitsch Alexandrow besuchten ihn 1940 in Lemberg, Banach war seinerseits mehrfach in der Sowjetunion. Beim Einmarsch deutscher Truppen in seiner Heimat war er in Kiew und kehrte sofort nach Lemberg zurück.
Unter der deutschen Besatzung ab 1941 musste Banach zeitweise den Lebensunterhalt für sich und seine Familie verdienen, indem er an Rudolf Weigls Institut für Bakteriologie Blut für die Fütterung von Läusen spendete, die dann für Fleckfieber-Experimente genutzt wurden. Hinzu kam eine schwere Erkrankung.
Nachdem die Rote Armee im Jahr 1944 Lemberg erneut eingenommen hatte, wurde Banach wieder Mathematikprofessor. Er erneuerte seine Kontakte zu sowjetischen Mathematikern und traf Sobolew bei Moskau. Er plante nach Krakau zurückzukehren und dort zu lehren. Am 31. August 1945 verstarb Banach, der dafür bekannt war, vier bis fünf Päckchen Zigaretten am Tag zu rauchen, in Lemberg an Lungenkrebs. Er wurde im Riedl-Monument auf dem Lytschakiwski-Friedhof in Lemberg bestattet.

## Ehrungen und Mitgliedschaften
1924 wurde er korrespondierendes Mitglied der Polnischen Akademie der Wissenschaften, ab 1931 war er ordentliches Mitglied der Warschauer Wissenschaftlichen Gesellschaft. In der Wissenschaftlichen Gesellschaft Lemberg war er ab 1923 angenommenes, ab 1927 aktives Mitglied. Von 1932 bis 1936 war er Vizepräsident, von 1939 bis 1945 Präsident der Polnischen Mathematischen Gesellschaft, zu deren Gründungsmitgliedern er 1919 gehörte.
1930 erhielt er den Wissenschaftspreis der Stadt Lemberg. In den Jahren 1936 bis 1939 war er Vizepräsident des Mathematischen Komitees des Rates für exakte und angewandte Wissenschaften. 1936 hielt er einen Plenarvortrag auf dem Internationalen Mathematikerkongress in Oslo (Die Theorie der Operationen und ihre Bedeutung für die Analysis). 1939 sprach ihm die Polnische Akademie der Wissenschaften ihren Großen Preis zu.
Posthume Ehrungen:
- Die Polnische Mathematische Gesellschaft schuf 1946 den wissenschaftlichen Stefan-Banach-Preis.
- In Universitätsstädten wurden Straßen nach ihm benannt.
- 1972 wurde das Internationale Banach-Zentrum für Mathematik mit Sitz in Warschau gegründet.
- Der 1997 entdeckte Asteroid (16856) Banach wurde nach ihm benannt.
- 2012 gab die Polnische Nationalbank zu seinen Ehren drei Münzen heraus:
  - Goldmünze mit einem Feingehalt von 900/1000 im Nominalwert von 200 Złoty
  - Silbermünze in Sterling (925/1000) im Nominalwert von 10 Złoty
  - Münze in einer Kupfer-Aluminium-Legierung (Nordisches Gold) im Nominalwert von 2 Złoty.
- 2016 wurde in einem Park nördlich des Doms in Krakau eine Statue errichtet, die Stefan Banach und Otton Marcin Nikodým als Studenten bei einer Diskussion auf einer Parkbank im Jahr 1916 zeigt. Ihre Diskussion über das damals neuartige Lebesgue-Integral fiel Hugo Steinhaus auf, der mit ihnen eine Zusammenarbeit begann.[3] Ein weiteres Denkmal Banachs ist in der Reymont-Straße.[4]
- Am 22. Juli 2022 widmete ihm die Suchmaschine Google ein Doodle zum 100. Jubiläum des Doktor-Titels.[5]

## Werk
Seine ersten Arbeiten widmete er unter anderem den Fourierreihen. In der ersten gemeinsam mit Steinhaus verfassten Arbeit behandelte er die Frage nach der Konvergenz im Mittel der Teilsummen einer Fourierreihe und konnte sie definitiv negativ beantworten. Außerdem arbeitete er über orthogonale Funktionen und Reihen, die Maxwell-Gleichungen, Ableitungen messbarer Funktionen und über Maßtheorie.
In seiner Doktorarbeit und in der 1931 und in französischer Fassung 1932 in Warschau erschienenen Monographie Théorie des opérations linéaires („Theorie der linearen Operationen“) definierte er axiomatisch diejenigen Räume, die später nach ihm benannt wurden, die Banachräume. Stefan Banach legte die endgültigen Grundlagen zur Funktionalanalysis und bewies viele fundamentale Sätze, etwa den Satz von Hahn-Banach, den Fixpunktsatz von Banach und den Satz von Banach-Steinhaus. Er führte die entsprechende Terminologie ein, die heute auf der ganzen Welt in der Funktionalanalysis verwendet wird, und hielt die erste Vorlesung auf diesem Gebiet.
1924 formulierte er zusammen mit seinem polnischen Kollegen Alfred Tarski einen wichtigen Beitrag zur Mengenlehre, der als Banach-Tarski-Paradoxon berühmt wurde.
Mit Steinhaus gründete er 1929 die Zeitschrift Studia Mathematica. Er gab mit Steinhaus und anderen polnischen Mathematikern ab 1932 die Reihe Mathematische Monographien heraus, deren erster Band von Banach stammte und die Theorie linearer Operatoren in der Funktionalanalysis behandelte.
Banach schrieb über sechzig wissenschaftliche Arbeiten und fand zahlreiche neue Lehrsätze, die sich als von fundamentaler Bedeutung für viele Gebiete der Mathematik erwiesen. Banachs Arbeitsstil, seine außergewöhnliche wissenschaftliche Intuition, seine Direktheit und Offenheit erlaubten ihm, zusammen mit Steinhaus die mathematische Schule von Lemberg zu begründen.
Banach galt dank seiner Erfahrung als Nachhilfelehrer als exzellenter Dozent und war auch Autor vieler Lehrbücher (zum Beispiel ein Lehrbuch über Mechanik für die Universitätslehre), darunter sogar Schulbücher für Mittelschulen. Er war dafür bekannt, bei seinen Vorlesungen stets verspätet zu sein und diese dazu noch vor der geplanten Zeit zu beenden.

## Nach Stefan Banach benannt
Folgende Begriffe sind nach Stefan Banach benannt:
- Banachalgebra
- Banachraum
- Banachkugel
- Banachlimes
- Satz von Banach-Alaoglu
- Satz von Hahn-Banach
- Banachscher Abbildungssatz
- Banachscher Fixpunktsatz
- Satz von Banach-Mackey
- Satz von Banach-Mazur
- Banach-Mazur-Abstand
- Banach-Saks-Eigenschaft
- Satz von Banach-Schauder
- Satz von Banach-Steinhaus
- Banach-Tarski-Paradoxon
- Internationales Banach-Zentrum für Mathematik
- Stefan-Banach-Medaille
- Stefan-Banach-Preis

## Schriften
- Œuvres, 2 Bände, Warschau 1967, 1979
  - Band 1: Travaux sur les fonctions réelles et sur les séries orthogonales, Band 2:  Travaux sur l’analyse fonctionnelle : avec lʹarticle de A. Pełczyński sur la présente théorie des espaces de Banach
- Théorie des opérations linéaires,  Warschau, Inst. Math. Poln. Akad. Wiss., Math. Monographien 1, 1932, Digitalisat
  - Englische Ausgabe: Theory of Linear Operators. North Holland 1987
- Mechanics, Warschau, Inst. Math. Poln. Akad. Wiss., Math. Monographien 24, 1951,  Digitalisat
  - Polnische Ausgabe in 2 Bänden 1938